# Ancre British Cemetery
Ancre British Cemetery is een Britse militaire begraafplaats met gesneuvelde uit de Eerste Wereldoorlog, gelegen in de Franse gemeente Beaumont-Hamel in het departement Somme. De begraafplaats ligt nabij de rivier de Ancre, bijna twee kilometer ten zuidoosten van het dorpscentrum van Beaumont, meer dan een halve kilometer ten noorden van Hamel. De begraafplaats werd ontworpen door Reginald Blomfield en wordt onderhouden door de Commonwealth War Graves Commission. 
Het terrein heeft een langwerpig rechthoekig grondplan met een oppervlakte van ruim 6.950 m² en wordt omsloten door een bakstenen muur. Door haar hogere ligging dan het straatniveau is de toegang uitgevoerd met twee trappen (22 treden) aan weerszijden van de bakstenen constructie waarop de Stone of Remembrance staat. Achteraan op de begraafplaats bij de westelijke muur staat het Cross of Sacrifice tussen twee opwaartse trappen (vijftiental treden) die leiden naar het plateau waarop links en rechts identieke schuilgebouwen staan. 
De begraafplaats telt 2.541 gesneuvelden waaronder 1.335 niet geïdentificeerde.

## Geschiedenis
Bij de aanvang van de Slag aan de Somme op 1 juli 1916 werd Beaumont-Hamel aangevallen door de 29th Division, met de 4th aan de linkerkant en de 36th (Ulster) aan de rechterkant, maar zonder succes. Op 3 september werd een nieuwe aanval ingezet tussen Hamel en Beaumont-Hamel en op 13 en 14 november slaagden de 51st (Highland), de 63rd (Royal Naval), de 39th en de 19th (Western) Divisions er uiteindelijk in Beaumont-Hamel, Beaucourt-sur-l'Ancre en Saint-Pierre-Divion te veroveren. 
Na de Duitse terugtrekking tot de Hindenburglinie in het voorjaar van 1917, ontruimde het V Corps dit slagveld en creëerde een aantal begraafplaatsen, waaronder de huidige (toen ook Ancre River No.1 British Cemetery genoemd).
Oorspronkelijk bevatte de begraafplaats 517 gesneuvelden, voornamelijk manschappen van de 63rd (Naval) en de 36th Divisions, maar na de wapenstilstand werden nog meer graven vanuit de omliggende slagvelden en enkele kleine begraafplaatsen naar hier overgebracht. Deze waren: Ancre Rivier British Cemetery No.2 (64 doden), Beaucourt Station Cemetery (85 doden), Green Dump Cemetery (46 doden), R.N.D. Cemetery (336 doden), Sherwoord Cemetery (176 doden), Station Road Cemetery (82 doden) en Y Ravine Cemetery No.2 (142 doden).
Onder de geïdentificeerde slachtoffers zijn er 1.184 Britten, 24 Canadezen en 2 Nieuw-Zeelanders. Er ligt ook 1 Duitser begraven. Voor 43 slachtoffers werden Special Memorials opgericht omdat hun graven niet meer gelokaliseerd konden worden en men neemt aan dat ze onder naamloze grafzerken liggen. Hun grafzerken staan in een cirkel opgesteld in het midden van de begraafplaats. Twee Duhallow Blocks herdenken 16 slachtoffers die oorspronkelijk in andere begraafplaatsen lagen maar wier graven later door artillerievuur werden vernietigd.

## Graven

### Onderscheiden militairen
- T.I.W. Wilson, kapitein bij het Manchester Regiment; Arthur Henry Hall, kapitein bij de Somerset Light Infantry en Alec Edward Boucher, luitenant bij het Royal Warwickshire Regiment werden onderscheiden met het Military Cross (MC).
- F.J. Rowe, compagnie sergeant-majoor bij het King's Royal Rifle Corps werd onderscheiden met de Distinguished Conduct Medal (DCM).
- W. Montgomery, matroos bij de Royal Naval Volunteer Reserve werd onderscheiden met de Distinguished Service Medal (DSM).
- compagnie sergeant-majoor I. Williams, sergeant John Boyd, eerste matroos T. Brown en soldaat T.J. Fulbrig ontvingen de Military Medal (MM).

### Minderjarige militairen
- sergeant F.J. Williams en schutter Victor Courtice, allebei van de Rifle Brigade waren respectievelijk 16 en 17 jaar toen zij op 3 september 1916 sneuvelden.
- de matrozen Albert Davie, John Hampton Roxburgh en J.I. Wallace, allen leden van de Royal Naval Volunteer Reserve waren 17 jaar toen ze op 13 november 1916 stierven.

### Aliassen
Vijf militairen dienden onder een alias:
- onderofficier J. Ranachan als J. McDonald bij de Royal Naval Volunteer Reserve.
- schutter F. Walter als F. Ward bij de Rifle Brigade.
- soldaat William Clarke als William Fowler bij het Newfoundland Regiment.
- soldaat Stanley Freeman als S. Francis bij de Royal Fusiliers.
- matroos John Dickinson als John Dixon bij de Royal Naval Volunteer Reserve.